# Pendarvis Williams
Pendarvis Lafayette Akim Williams (Filadelfia, 13 novembre 1991) è un cestista statunitense.